# توماس ادموند ديوي

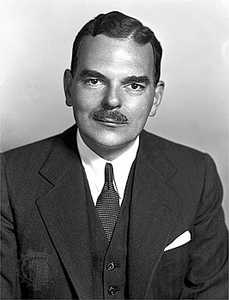
توماس ادموند ديوي

توماس ادموند ديوي وهو سياسي أمريكي وحاكم ولاية نيويورك الأمريكية ينتمي إلى الحزب الجمهوري ولد توماس ادموند ديوي24 أذار / مارسمن سنة 1902 في ولاية ميتشيغان الأمريكية انتخب ديوي بمنصب مدعي عام مدينة نيويورك في سنة 1937 وفي سنة 1943 أصبح توماس ادموند ديوي حاكما على ولاية نيويورك الأمريكية وقد استمر في منصبه كحاكم على ولاية نيويورك إلى سنة 1954 توفي توماس ادموند ديوي 16 أذار / مارس من سنة 1971 في مدينة ميامي في ولاية فلوريدا الأمريكية.

## روابط خارجية
- توماس ادموند ديوي على موقع IMDb (الإنجليزية)
- توماس ادموند ديوي على موقع الموسوعة البريطانية (الإنجليزية)
- توماس ادموند ديوي على موقع مونزينجر (الألمانية)
- توماس ادموند ديوي على موقع ميوزك برينز (الإنجليزية)
- توماس ادموند ديوي على موقع إن إن دي بي (الإنجليزية)
- توماس ادموند ديوي على موقع ديسكوغز (الإنجليزية)